# Sybra obliquealbovittata
Sybra obliquealbovittata är en skalbaggsart som beskrevs av Stefan von Breuning 1970. Sybra obliquealbovittata ingår i släktet Sybra och familjen långhorningar.
Artens utbredningsområde är Filippinerna. Inga underarter finns listade i Catalogue of Life.